# Nationaal park Olympos
Nationaal Park Olympos (Grieks: Εθνικός δρυμός Ολύμπου) is een nationaal park in het noorden van Griekenland in de Griekse periferieën Thessalië en Centraal-Macedonië. De oprichting van het nationaal park vond plaats op 9 juni 1938 en is daarmee het oudste nationaal park van het land. Het park ligt op en rond de berg Olympus — de hoogste berg van Griekenland en de mythologische verblijfplaats van de goden. Op 15 december 1981 werd het gebied toegevoegd aan de lijst van biosfeerreservaten onder het Mens- en Biosfeerprogramma (MAB) van UNESCO. Het nationaal park heeft een oppervlakte van 39,88 km².

## Mythologie
Nationaal Park Olympos is vernoemd naar de berg Olympus. In de Griekse mythologie staat de berg bekend als de plaats waar de twaalf Olympische goden woonden. De oude Grieken geloofden dat de goden hun paleizen hadden in de bergkloven en dat de hoogste bergtop, de Mytikas (2.918 meter), hun ontmoetingsplek was. Ze geloofden ook dat de troon van Zeus, de oppergod, zich hier bevond en dat dit de plek was waar de goden stormachtige discussies voerden.

## Kenmerken
De Olympus is de hoogste berg van Griekenland en de op een na hoogste berg in de Balkan. Op de oostelijke hellingen bestaat de berg uit dolomitische kalkstenen uit het Boven-Trias (200-2.000 meter), de westelijke en zuidelijke hellingen dateren uit het Paleoceen of Krijt (1.200-2.000 meter) en het Mytikas-complex wordt gedateerd uit het Jura (2.000-2.918 meter). Op de westelijke hellingen tussen 700 en 1.100 meter komt ook gneis voor en op de noordwestelijke hellingen tussen 600 en 1.200 meter wordt flysch daterend uit het Eoceen aangetroffen. De dominante aanwezigheid van kalksteen heeft een sterke invloed op het klimaat en de vegetatie. Kalksteen maakt het lokale klimaat droger, doordat de temperatuur sneller stijgt en het neerslag absorbeert.
Er bevinden zich vier belangrijke vegetatiezones in het nationaal park die afhankelijk van de hoogte aanwezig zijn. Tussen 300 en 500 meter hoogte wordt altijdgroene vegetatie aangetroffen, met bosschages en lage bomen als steeneik (Quercus ilex), Griekse aardbeiboom (Arbutus andrachne) en hulsteik (Quercus coccifera). Hoogten tussen 600 en 1.400 meter herbergen beuken-zilversparrenverbonden. Deze bestaan voornamelijk uit beuk (Fagus sylvatica) en worden her en der gemengd met soorten als Bulgaarse zilverspar (Abies borisii-regis), oosterse haagbeuk (Carpinus orientalis) en zwarte den (Pinus nigra pallasiana), maar pure zwarte dennenbossen zijn ook tussen deze hoogten aanwezig. Bestanden met Bosnische den (Pinus heldreichii) worden gevonden tussen 1.400 en 2.500 meter hoogte. Met een hoogte van ongeveer 2.500 meter wordt op de Olympus de hoogste boomgrens van Europa aangetroffen. Boven deze boomgrens zijn biotopen als alpiene graslanden, diepe kloven en rotsachtige bergtoppen aanwezig.

## Dierenwereld
Het gebied herbergt 32 zoogdiersoorten en is een belangrijk refugium voor de balkangems (Rupicapra rupicapra balcanica) in Griekenland. In 2009 werd het aantal individuen op 50 à 70 exemplaren geschat. Daarnaast leven er ook zoogdieren als de grote hoefijzerneus (Rhinolophus ferrumequinum), ingekorven vleermuis (Myotis emarginatus), wolf (Canis lupus), goudjakhals (Canis aureus), wilde kat (Felis silvestris), wild zwijn (Sus scrofa), steenmarter (Martes foina) en zevenslaper (Glis glis).
In het nationaal park werden 108 vogelsoorten vastgesteld tot aan 2008. Onder de vele vogels in het gebied bevinden zich zeldzaamheden als de steenarend (Aquila chrysaetos), rotskruiper (Tichodroma muraria) en drieteenspecht (Picoides tridactylus) en in het broedseizoen worden ook soorten als aasgier (Neophron percnopterus), alpengierzwaluw (Tachymarptis melba), kortteenleeuwerik (Calandrella brachydactyla), ortolaan (Emberiza hortulana), bruinkeelortolaan (Emberiza caesia) aangetroffen.

## Galerij

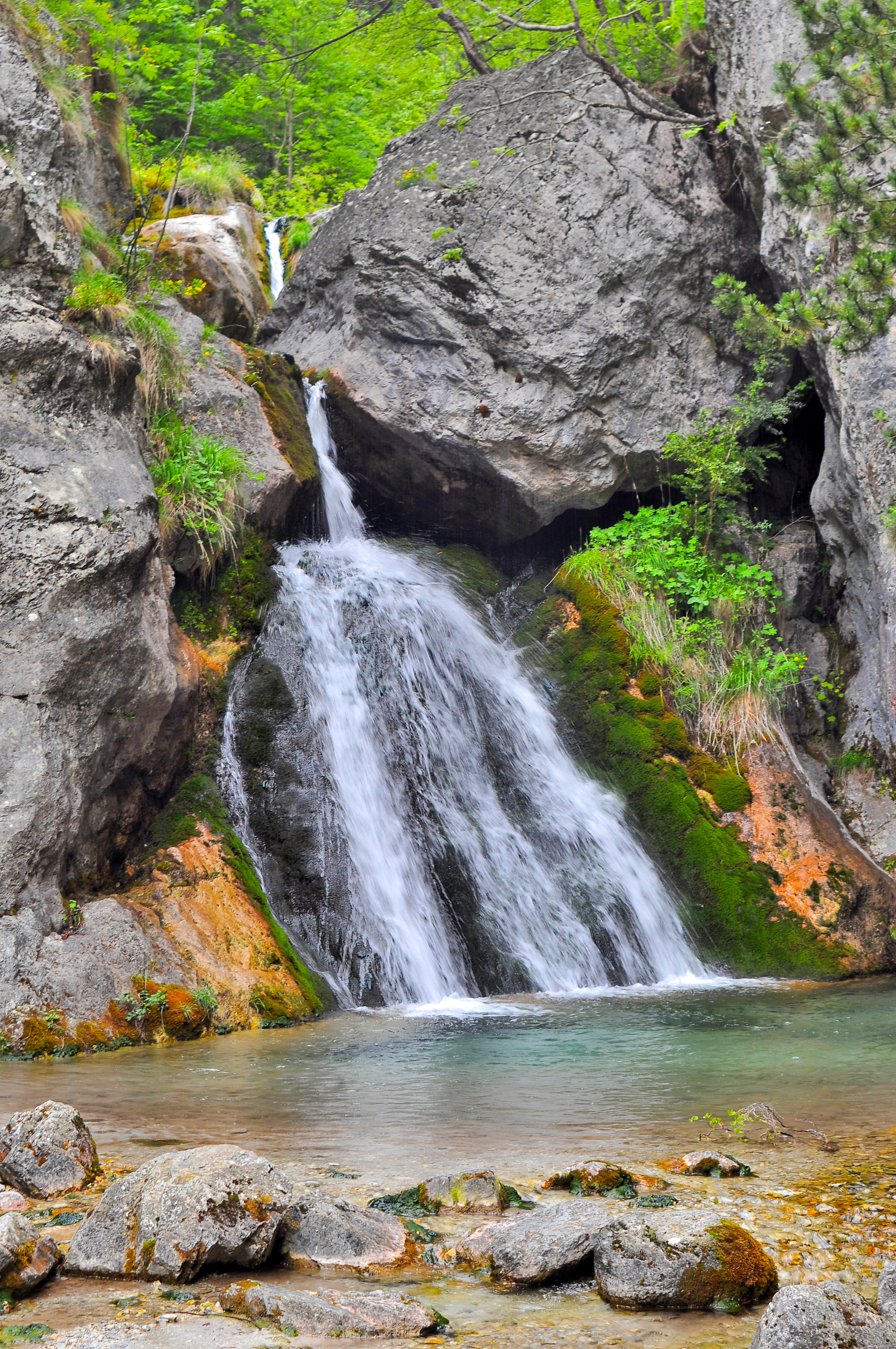
Waterval op een van de lagere hellingen.
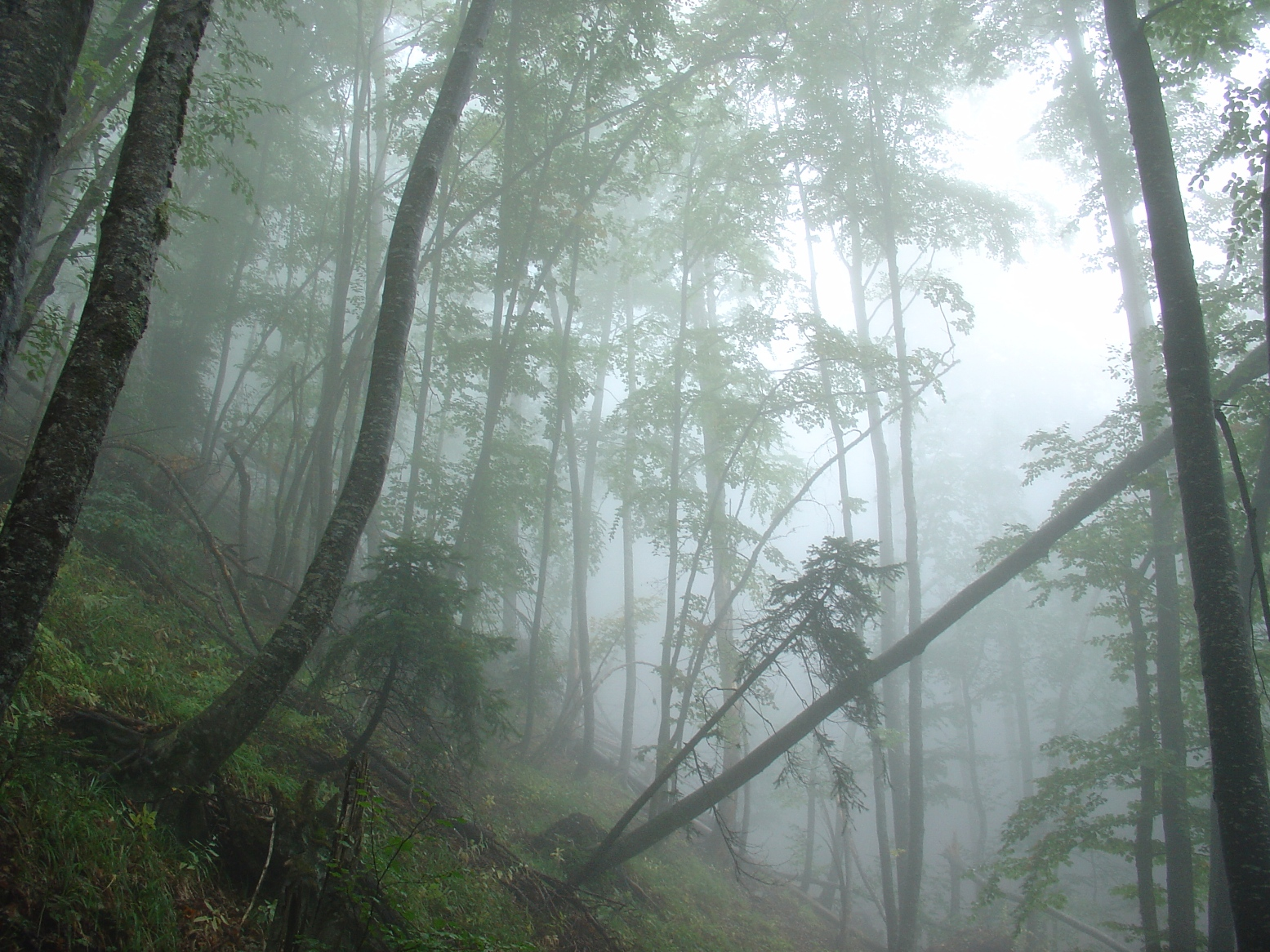
Beukenbos op de lagere hellingen van de Olympus.
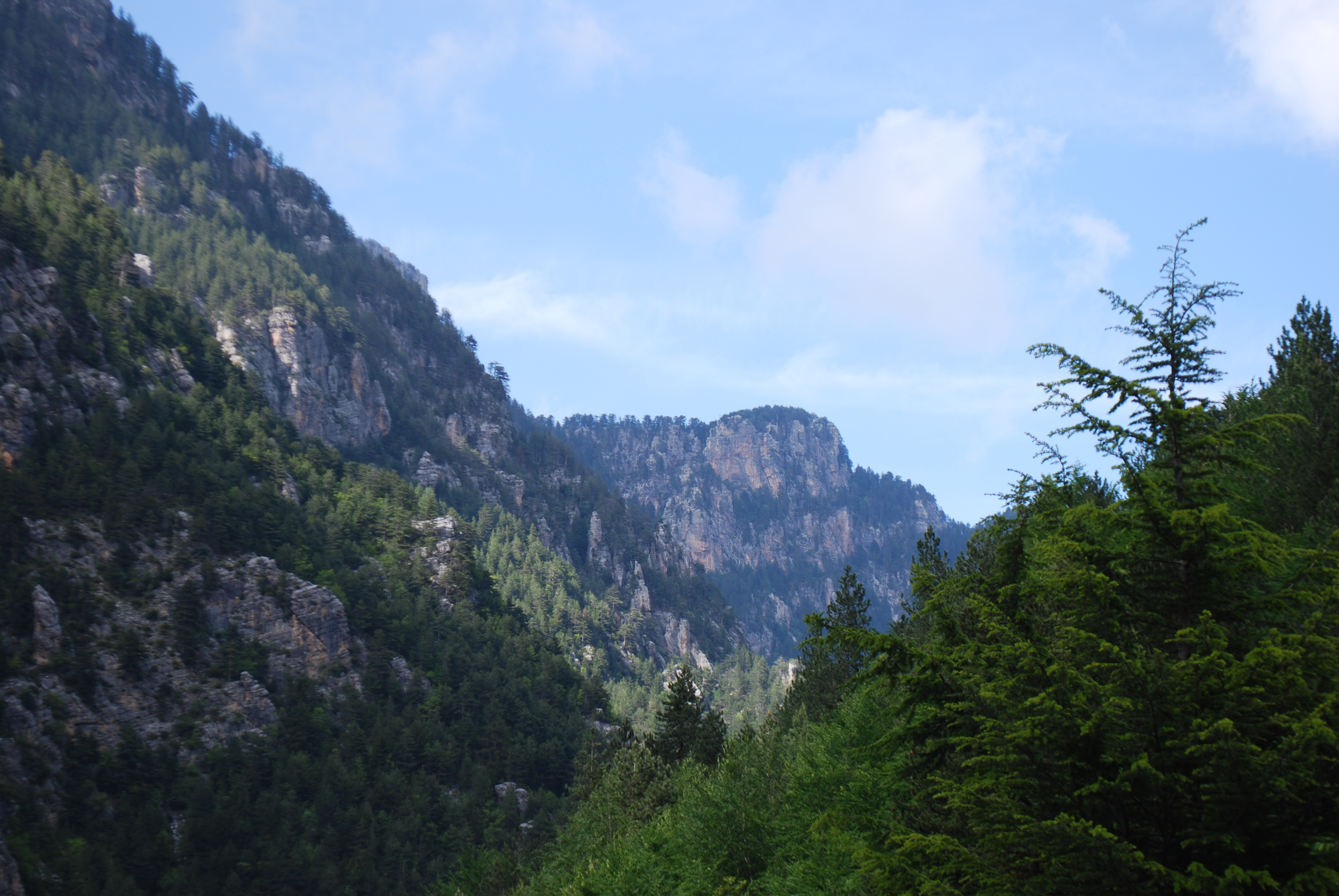
Kloven en bergbossen van de Olumpus.
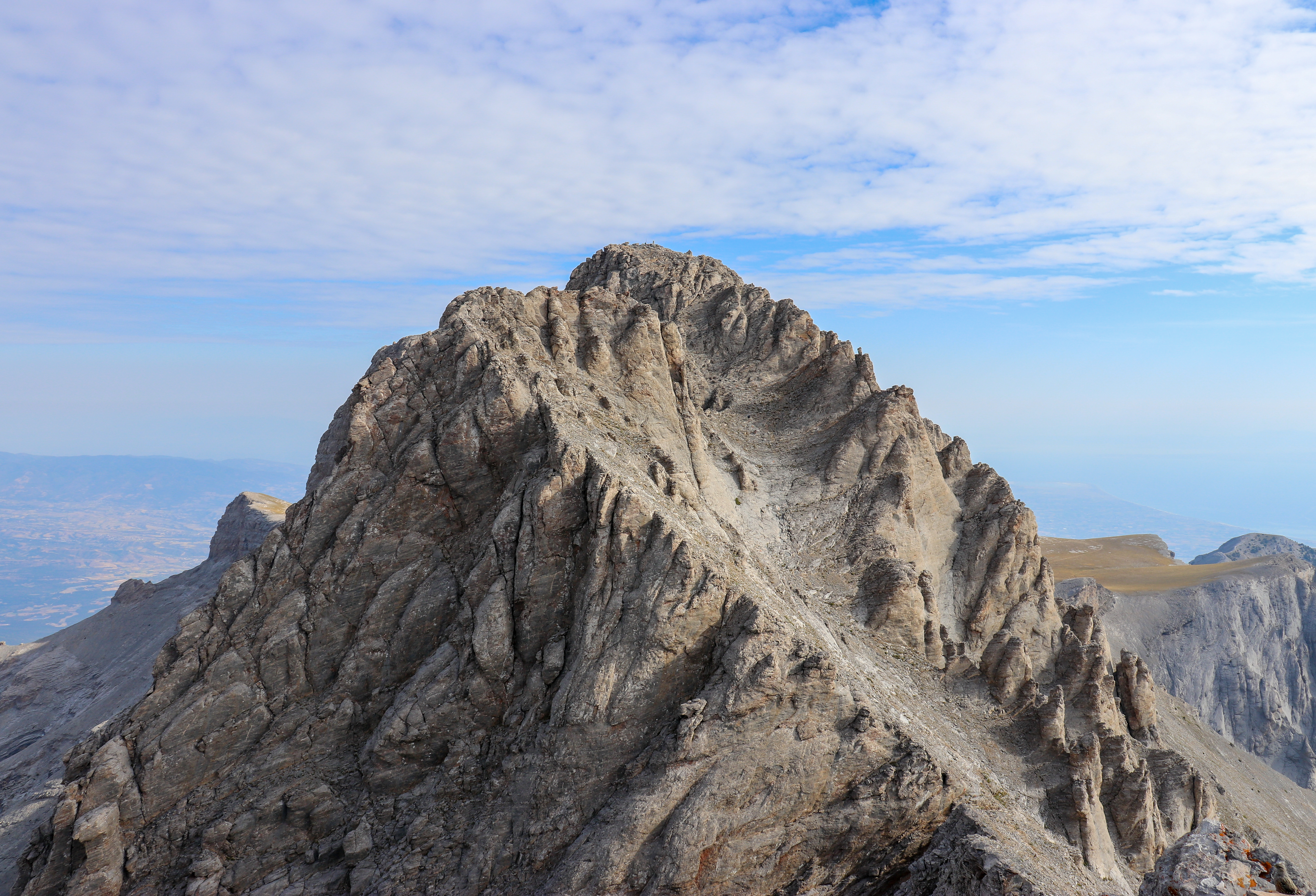
Top van de Mytikas (2.918 m).
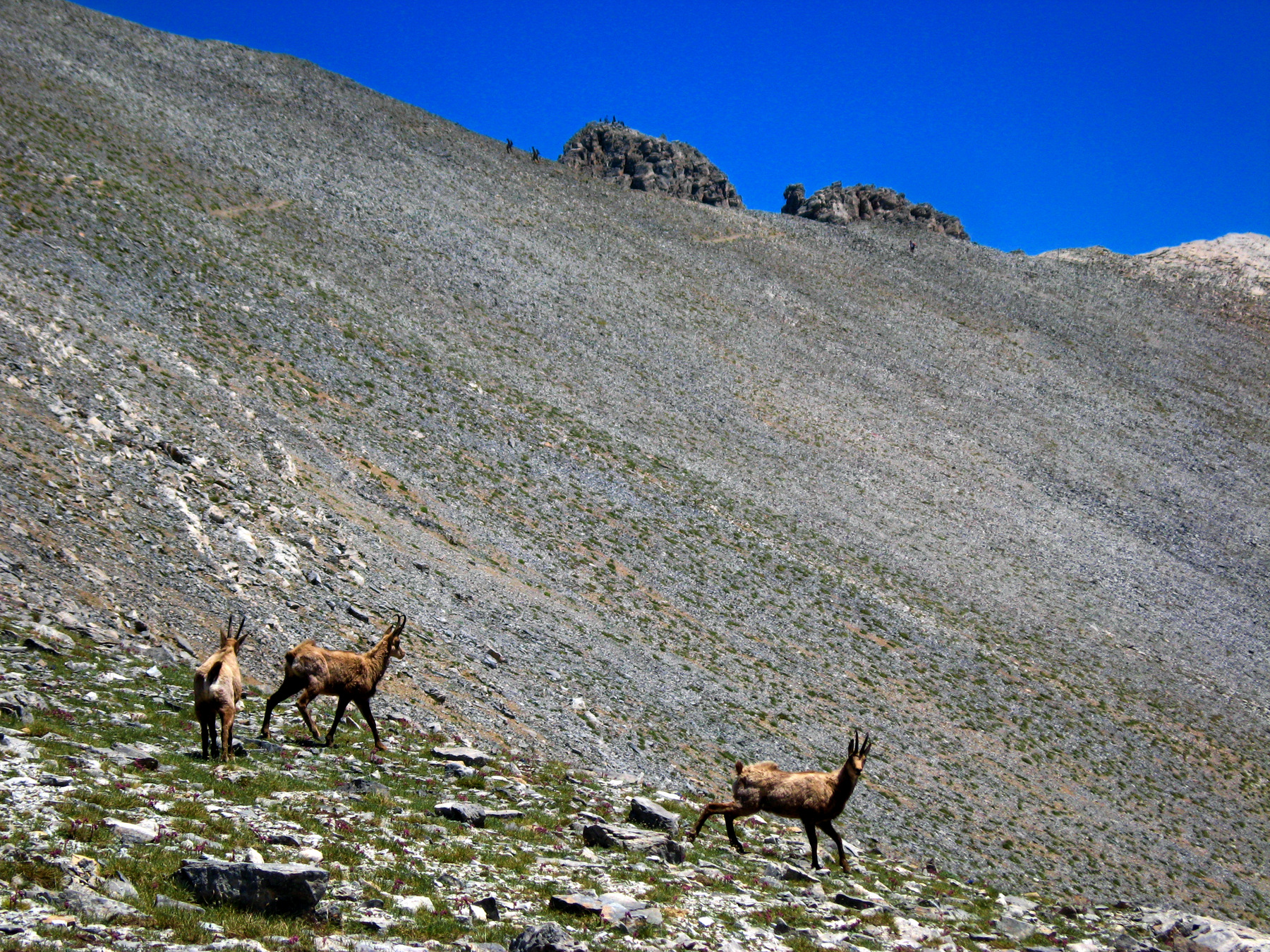
Balkangemzen op de bovenste hellingen van de Olympus.
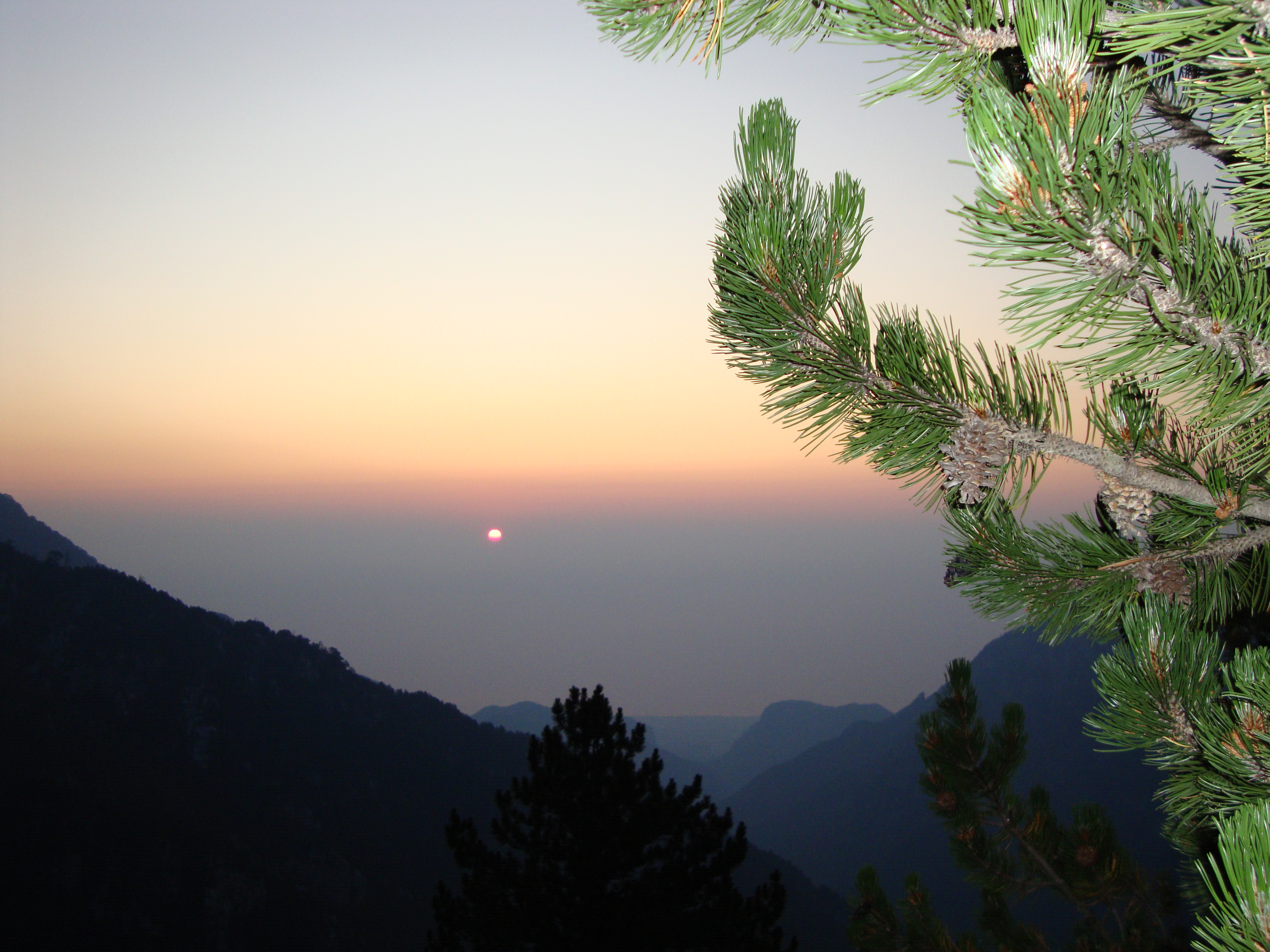
Zonsondergang.
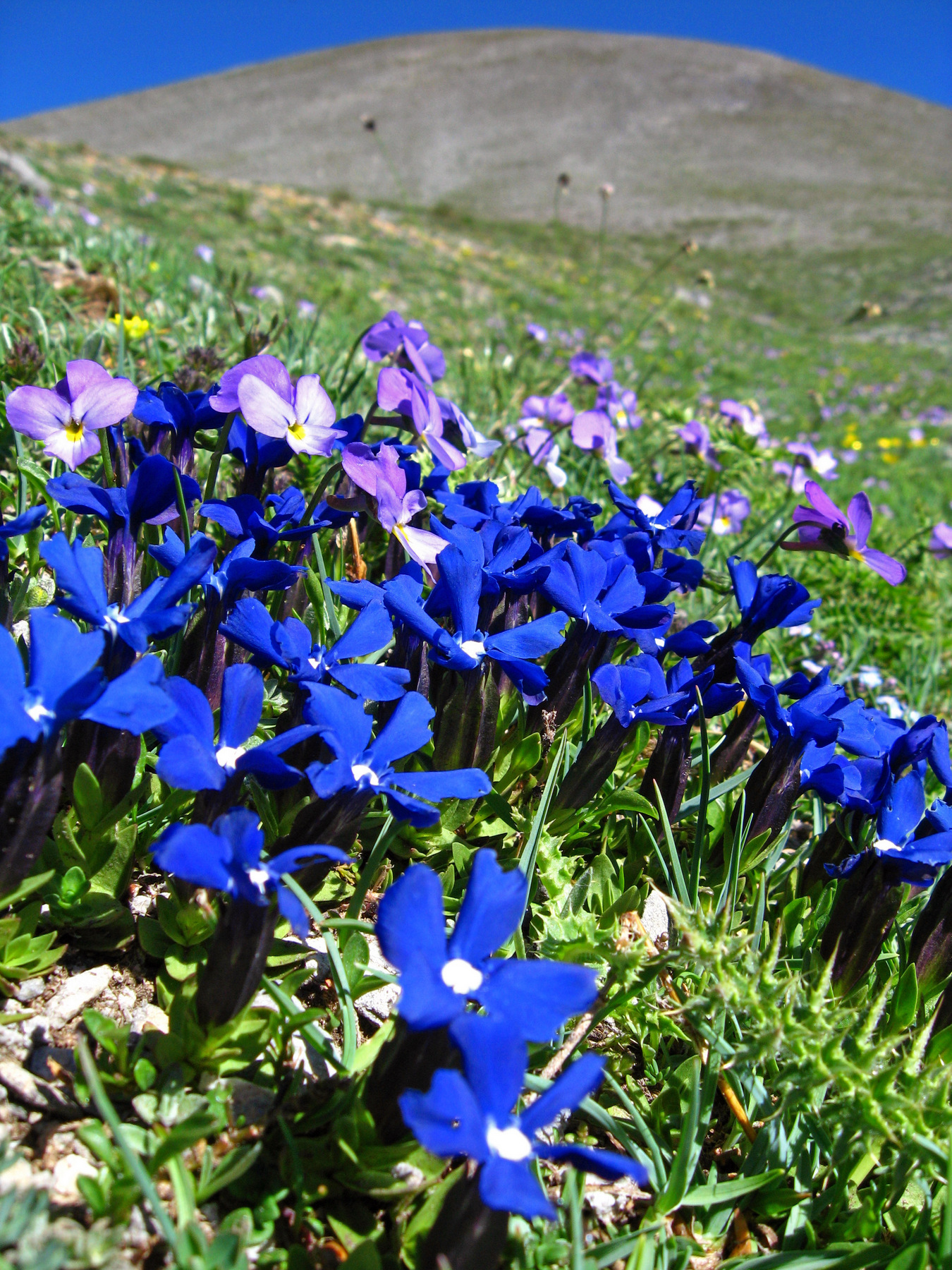
Voorjaarsgentianen (Gentiana verna) op de alpiene graslanden.